# (6426) Vanysek
(6426) Vanysek es un asteroide perteneciente al cinturón de asteroides, descubierto el 2 de marzo de 1995 por Miloš Tichý desde el Observatorio Kleť, České Budějovice, República Checa.

## Designación y nombre
Designado provisionalmente como 1995 ED. Fue nombrado en honor de Vladimír Vanýsek (1926-1997), astrónomo checo, profesor emérito de astrofísica en la Universidad Carolina de Praga. Sus obras tratan de la física y la química de los cometas, la materia interestelar y también de la cosmología. De 1972 a 1986 dirigió el Departamento de Astronomía y Astrofísica de la Universidad Carolina, tras lo cual se trasladó a Bamberg para realizar una cátedra visitante de tres años en la Universidad de Erlangen-Nürnberg. Fue presidente de la Comisión 15 de la IAU durante 1970-1973. Durante el último paso del cometa Halley fue miembro del Grupo Directivo Internacional Halley Watch y especialista en la disciplina de la Red de Fotometría y Polarimetría.

## Características orbitales
Vanysek está situado a una distancia media del Sol de 2,426 ua, pudiendo alejarse hasta 2,842 ua y acercarse hasta 2,011 ua. Su excentricidad es 0,171 y la inclinación orbital 2,780 grados. Emplea 1380,42 días en completar una órbita alrededor del Sol.
Pertenece a la familia de asteroides de (135) Hertha.

## Características físicas
La magnitud absoluta de Vanysek es 13,83. Tiene 4,700 km de diámetro y su albedo se estima en 0,349.